# 김제시·부안군
김제시·부안군은 대한민국의 폐지된 국회의원 선거구이다. 당시 전라북도 김제시와 부안군 일대를 관할했다.

## 역사
대한민국 제20대 국회의원 선거를 앞두고 선거구 개편이 이루어지면서 신설되었다.
제21대 국회의원 선거를 앞두고 선거구의 인구 감소로 인해 자유한국당안에 의해 조정이 검토되기도 하였으나 결과적으로 1개 이상의 시군구를 온전히 포함한 선거구 중 최소 인구의 선거구가 되었다.
제22대 국회의원 선거를 앞두고 군산시의 회현면, 대야면을 편입해 군산시·김제시·부안군 을 선거구를 이루게 됨에 따라 폐지되었다.

## 역대 국회의원
| 선거   | 정당 | 정당         | 의원   |
| ------ | ---- | ------------ | ------ |
| 2016년 |      | 국민의당     | 김종회 |
| 2020년 |      | 더불어민주당 | 이원택 |

## 역대 선거 결과

### 대한민국 제20대 국회의원 선거
|  | 45.96% |

|  | 42.93% |

|  | 6.74% |

|  | 4.34% |

### 대한민국 제21대 국회의원 선거
|  | 66.67% |

|  | 27.14% |

|  | 5.34% |

|  | 0.82% |